# Gora Festival’naja
Gora Festival’naja (englische Transkription von russisch Гора Фестивальная Gora Festiwalnaja) ist ein Nunatak im ostantarktischen Königin-Maud-Land. Er ragt im Zentrum des Gebirges Sør Rondane auf.
Russische Wissenschaftler benannten ihn. Der weitere Benennungshintergrund ist nicht überliefert.